# Amasra
Amasra là một huyện thuộc tỉnh Bartın, Thổ Nhĩ Kỳ. Huyện có diện tích 179 km² và dân số thời điểm năm 2007 là 15199 người, mật độ 85 người/km².